# A Doll's House (film 1918)
A Doll's House è un film muto del 1918 sceneggiato e diretto da Maurice Tourneur, basato su Casa di bambola di Henrik Ibsen.

## Produzione
Il film fu prodotto dalla Famous Players-Lasky Corporation. Venne girato negli studi della Famous Players-Lasky di Fort Lee. Alcune scene furono riprese nel Maine.

## Distribuzione
Distribuito dall'Artcraft Pictures Corporation e dalla Famous Players-Lasky Corporation, il film - presentato da Adolph Zukor - uscì nelle sale cinematografiche statunitensi il 9 giugno 1918.